# Línea 17 (Tucumán)
La Línea 17 es una línea de colectivos urbana de San Miguel de Tucumán, Tucumán, Argentina. Esta es operada por El Cóndor S.R.L., uniendo el sur con el este y norte de la capital.

## Recorrido

### Ramal Alem- Universidad[1][2]
Av. Colón y Olleros, por esta hasta Cnel. Zelaya, Inca Garcilaso, Constitución, Av. Independencia, Próspero Mena, Pje. Vieytes, Av. Alem, San Lorenzo, Av. Sáenz Peña, Av. Avellaneda, Av. J. B. Justo, Diego de Villarroel, Av. Cnel Suarez, Av. Gdor. del Campo, Autopista Juan D. Perón, Rotonda acceso Refinor, Pje. 19/36, calle 38 N.E., Pje. 23/32, Calle 36 N.E., Raúl Colombres, José Moreno, Autopista Juan D. Perón, Av. Gdor. Del Campo, Av. Cnel. Suárez, Raúl Colombres, José Hernández, Juramento, B. Villafañe, R. Colombres, Chile, Av. Rep. de Siria, Salta, Jujuy, Las Piedras, Av. Alem, Av. Independencia, Constitución, Inca Garcilaso, Cnel. Zelaya, Olleros hasta Av. Colón.

### Ramal Barrio Terán- San Lorenzo[3][4]
Av. Independencia y Matienzo, por esta hasta Fortunata García, Av. Colón, Lavaisse, Amador Lucero, Inca Garcilaso, Pje. O'Higgins, Lavaisse, Av. Alem, San Lorenzo, Av. Sáenz Peña, Av. Avellaneda, Av. J. B. Justo, Diego de Villarroel, Estanislao del Campo, Martín Berho, Av. Cnel Suárez, Álvarez Condarco, Mario Bravo, Diego de Villarroel, Alfredo Palacios, Av. Gdor. del Campo, Av. Sarmiento, Catamarca, España, Salta, Jujuy, Las Piedras, Av. Alem, Lavaisse, Frías Silva, Inca Garcilaso, Amador Lucero, Lavaisse, Av. Colón, Av. Independencia, Matienzo, Matheu, Av. Independencia hasta Matienzo.

### Ramal Barrio Terán- Avenida Roca- Barrio Agef[5][6]
Av. Independencia y Matienzo, por esta hasta Fortunata García, Av. Colón, Lavaisse, Amador Lucero, Inca Garcilaso, Pje. O'Higgins, Lavaisse, Av. Alem, San Lorenzo, Av. Sáenz Peña, Av. Avellaneda, Av. J. B. Justo, Diego de Villarroel, Av. Cnel Suarez, Av. Gdor. del Campo, Autopista Juan D. Perón, Rotonda acceso Refinor, Pje. 19/36, calle 38 N.E., Pje. 23/32, Calle 36 N.E., Raúl Colombres, José Moreno, Autopista Juan D. Perón, Av. Gdor. Del Campo, Av. Sarmiento, Catamarca, España, Salta, Jujuy, Lavalle, Las Heras, Av. Roca, Av. Alem, Lavaisse, Frías Silva, Inca Garcilaso, Amador Lucero, Lavaisse, Av. Colón, Av. Independencia, Matienzo, Matheu, Av. Independencia hasta Matienzo.

### Ramal Roca- Universidad[7][8]
Av. Colón y Olleros, por esta hasta Cnel. Zelaya, Inca Garcilaso, Constitución, Av. Independencia, Próspero Mena, Pje. Vieytes, Av. Alem, San Lorenzo, Av. Sáenz Peña, Av. Avellaneda, Av. J. B. Justo, Diego de Villarroel, Estanislao del Campo, Martín Berho, Av. Cnel Suárez, Álvarez Condarco, Mario Bravo, Diego de Villarroel, Alfredo Palacios, Av. Gdor. del Campo, Estanislao del Campo, Juramento, Benjamín Villafañe, Raúl Colombres, Chile, Av. Rep. de Siria, Salta, Jujuy, Lavalle, Las Heras, Av. Roca, Av. Alem, Av. Independencia, Constitución, Inca Garcilaso, Cnel. Zelaya, Olleros hasta Av. Colón.

## Lugares de Interés
- Plaza Urquiza
- Plaza San Martín
- Estadio Humberto Rizza
- Estadio José Fierro
- Hospital Centro de Salud